# Бібліографічні товариства
Бібліографі́чні товари́ства — добровільні об'єднання бібліографів, що мають на меті координацію і організацію наукової роботи в галузі бібліографії.
В Росії існувало Російське бібліографічне товариство при Московському університеті (1889–1930) і Російське бібліологічне товариство (1899–1930), створене в Санкт-Петербурзі.
В Україні працювало Одеське бібліографічне товариство (1911–1930). Воно мало періодичні видання — «Известия Одесского библиографического общества» (1911–1916), а за Радянської влади — «Записки Українського бібліографічного товариства в Одесі» (1928–1930). Основне місце в його діяльності займали історико-літературні і критико-бібліографічні праці. В 1909 у Львові при Науковому товаристві ім. Т. Г. Шевченка була організована Бібліографічна комісія, яка об'єднала бібліографів для складання повної бібліографії українського друку, її очолював український бібліограф Іван Омелянович Левицький. Бібліографічна комісія випустила 5 тт. «Матеріалів до української бібліографії», більшу частину яких становила праця Івана Левицького «Українська бібліографія Австро-Угорщини за роки 1887–1900».